# Velika nagrada Švice 1938
Velika nagrada Švice 1938 je bila tretja dirka evropskega avtomobilističnega prvenstva v sezoni 1938. Potekala je 21. avgusta 1938 na švicarskem dirkališču Bremgarten v močnem dežju.

## Poročilo

### Pred dirko
Pred dirko je bilo nekaj sprememb v dirkaških zasedbah. Jean-Pierre Wimille je iz Bugattija prestopil v Alfa Corse, Bugatti pa sploh ni več nastopal v preostanku sezone. Ecurie Bleue pa je nadomestil Gianfranca Comottija z Raphom. Tovarniško moštvo Maseratija je dirko izpustilo, Auto Union in Mercedes-Benz pa sta na dirko pripeljala po štiri dirkalnike. Richard Seaman in Rudolf Caracciola sta na svojih dirkalnikih uporabljala večje zavorne bobne, zato sta uporabljala dvaindvajset colska kolesa, Hermann Lang in Manfred von Brauchitsch pa sta uporabljala devetnajst colska. Caraccioli je bila všeč eksperimentalna različica dirkalnika z večjim rezervoarjem, ki jo je uporabil že na dirki Coppa Ciano, zato jo je ponovno uporabljal. Med prostimi treningi se je Mercedesovo moštvo odločilo prenastaviti prestavna razmerja na menjalnikih vseh dirkalnikov. Zadnji dan prostih treningov je bil Seaman v dirkalniku, s katerim je zmagal na dirki za Veliko nagrado Nemčije, več kot tri sekunde hitrejši od ostalih in je tako osvojil najboljši štartni položaj. V prvo vrsto sta se uvrstila še Lang in Caracciola, Hans Stuck, ki je dirkal namesto Rudolfa Hasseja, je bil kot najboljši dirkač Auto Uniona četrti, Tazio Nuvolari pa se še ni privadil na nov dirkalnik in je bil osmi. 

### Dirka
V močnem dežju je najboljše štartal Seaman, Langu pa so se kolesa zavrtela v prazno in se skoraj ni premaknil. Za njim se je ujel tudi Nuvolari, oba so dirkalniki prehitevali po obeh straneh. Za Seamanom so bili uvrščeni Stuck, Caracciola, Hermann Paul Müller, Christian Kautz, von Brauchitsch in Lang. Po dveh krogih je imel Seaman, ki je dirkal zelo navdahnjeno, že deset sekund prednosti. V četrtem krogu je Caracciola prehitel Stucka za drugo mesto in začel loviti vodilnega. V desetem krogu je Lang, ki mu je šlo v dežju vse narobe, odstopil po tem, ko mu je v dirkalna očala priletel kamen, ki mu jih razbil, delček stekla pa se mu je zapičil v oko. Njegov dirkalnik je prevzel rezervni dirkač Walter Bäumer. V enajstem krogu, ko je dež začel padati še močneje, je Seaman obtičal za dvema za krog zaostalima dirkačema, ki sta se borila za boljše moštvo. Caracciola ga je ujel in izbral ravno pravi trenutek za prehitevanje tako, da je z enim manevrom prehitel vse tri. V istem času se je Stuck na tretjem mestu zavrtel in je prišel v bokse na preverjanje pedala za plin. Caracciola je tako vodil, za njim so dirkali Seaman, Müller, Kautz, von Brauchitsch in Giuseppe Farina. 
Težave so se za moštvo Auto Uniona nadaljevale, saj je Kautz odstopil, Nuvolari pa je bil večkrat v boksih zaradi težav s svečkami. Caracciola je izgubil vetrobransko steklo, toda kljub temu je uspeh nadaljevati v dobrem tempu. Müller, ki je bil še edini dirkač Auto Uniona v ospredju, je tri kroge pred ciljem izgubil nadzor nad dirkalnikom, trčil v drevo in odstopil. Zadnji del dirkalnika je ob trku odtrgalo, Müllerja je v preostanku dirkalnika vrglo v jarek, toda ni se huje poškodoval. Caracciola je dosegel novo zmago v dežju, Seaman je s polminutnim zaostankom osvojil drugo mesto, von Brauchitsch pa je bil tretji za trojno zmago Mercedesa. Četrto mesto je osvojil Stuck, peti pa je bil Farina. 

## Rezultati

### Štartna vrsta
| _______3_______ Caracciola Mercedes-Benz 2:42,2 |                                                     | _______2_______ Lang Mercedes-Benz 2:42,0  |                                                  | _______1_______ Seaman Mercedes-Benz 2:38,8 |
|                                                 | _______5_______ v. Brauchitsch Mercedes-Benz 2:42,9 |                                            | _______4_______ Stuck Auto Union 2:42,9          |                                             |
| _______8_______ Wimille Alfa Romeo 2:44,3       |                                                     | _______7_______ Nuvolari Auto Union 2:43,9 |                                                  | _______6_______ Müller Auto Union 2:43,5    |
|                                                 | _______10_______ Farina Alfa Romeo 2:46,7           |                                            | _______9_______ Kautz Auto Union 2:45,4          |                                             |
| _______13_______ Teagno Maserati 3:03,8         |                                                     | _______12_______ Dreyfus Delahaye 2:55,9   |                                                  | _______11_______ Taruffi Alfa Romeo 2:52,6  |
|                                                 | _______15_______ Raph Delahaye 3:13,3               |                                            | _______14_______ de Graffenried* Maserati 3:11,9 |                                             |
| _______18_______ Mandirola Maserati 3:28,0      |                                                     | _______17_______ Christen Maserati 3:27,9  |                                                  | _______16_______ Romano Alfa Romeo 3:17,7   |
|                                                 | _______20_______ de Sztriha Alfa Romeo 3:31,1       |                                            | _______19_______ Minozzi Alfa Romeo 3:29,1       |                                             |

### Dirka
| Poz | Št | Dirkač                  | Moštvo           | Dirkalnik           | Krogi | Čas/Odstop      | Št. m. | Toč |
| --- | -- | ----------------------- | ---------------- | ------------------- | ----- | --------------- | ------ | --- |
| 1   | 12 | Rudolf Caracciola       | Daimler-Benz AG  | Mercedes-Benz W154  | 50    | 2:32:07,8       | 3      | 1   |
| 2   | 16 | Richard Seaman          | Daimler-Benz AG  | Mercedes-Benz W154  | 50    | + 26,0 s        | 1      | 2   |
| 3   | 10 | Manfred von Brauchitsch | Daimler-Benz AG  | Mercedes-Benz W154  | 49    | +1 krog         | 5      | 3   |
| 4   | 8  | Hans Stuck              | Auto Union       | Auto Union D        | 48    | +2 Kroga        | 4      | 4   |
| 5   | 38 | Giuseppe Farina         | Alfa Corse       | Alfa Romeo Tipo 312 | 48    | +2 kroga        | 10     | 4   |
| 6   | 28 | Piero Taruffi           | Scuderia Torino  | Alfa Romeo Tipo 308 | 47    | +3 krogi        | 11     | 4   |
| 7   | 40 | Jean-Pierre Wimille     | Alfa Corse       | Alfa Romeo Tipo 312 | 47    | +3 krogi        | 8      | 4   |
| 8   | 18 | René Dreyfus            | Ecurie Bleue     | Delahaye 145        | 46    | +4 krogi        | 12     | 4   |
| 9   | 6  | Tazio Nuvolari          | Auto Union       | Auto Union D        | 46    | +4 krogi        | 7      | 4   |
| 10  | 14 | Hermann Lang            | Daimler-Benz AG  | Mercedes-Benz W154  | 45    | +4 krogi        | 2      | 4   |
| 10  | 14 | Walter Bäumer           | Daimler-Benz AG  | Mercedes-Benz W154  | 45    | +4 krogi        | 2      | -   |
| 11  | 20 | Raph                    | Ecurie Bleue     | Delahaye 145        | 43    | +7 krogov       | 15     | 4   |
| 12  | 24 | Emilio Romano           | Privatnik        | Alfa Romeo Monza    | 41    | +9 krogov       | 16     | 4   |
| 13  | 32 | Max Christen            | Privatnik        | Maserati 8CM        | 40    | +10 krogov      | 17     | 4   |
| 14  | 26 | Edoardo Teagno          | Squadra Subauda  | Maserati 8CM        | 39    | +11 krogov      | 13     | 4   |
| 14  | 26 | Princ Bira              | Squadra Subauda  | Maserati 8CM        | 39    | +11 krogov      | 13     | -   |
| Ods | 4  | Hermann Paul Müller     | Auto Union       | Auto Union D        | 46    | Trčenje         | 6      | 4   |
| Ods | 2  | Christian Kautz         | Auto Union       | Auto Union D        | 19    | Puščanje goriva | 9      | 6   |
| Ods | 30 | Adolfo Mandirola        | Auto-Agence S.A. | Maserati 8CM        | 17    |                 | 18     | 6   |
| Ods | 22 | Giovanni Minozzi        | Privatnik        | Alfa Romeo Monza    | 17    |                 | 19     | 6   |
| Ods | 34 | Jstván de Sztriha       | Privatnik        | Alfa Romeo Monza    | 5     |                 | 20     | 7   |
| DNS | 36 | Toulo de Graffenried    | Privatnik        | Maserati 6C-34      |       |                 | 14     | 8   |